# Krasnodar
Krasnodar (rusky Краснодар; ukrajinsky Краснодар) je město v Ruské federaci; leží na jihu její evropské části mezi Rostovem na Donu a pobřežím Černého moře. Městem protéká řeka Kubáň; stejný název má i širší historický region. Je administrativním centrem stejnojmenného kraje. Žije zde 1 121 291 obyvatel (2023).

## Historie

### Nejstarší období
Podle výsledků západokavkazské archeologické skupiny existovalo od 4. století před naším letopočtem v centru dnešního Krasnodaru meotské sídliště. Nedaleko od města, na břehu Kubáně, stávalo opevněné starověké město, které bylo součástí Bosporské říše. 

### Ruské období
Kozáky založeno v roce 1793 jako vojenský tábor „Nova Sič“, který vedl atamana Kucharenko a později přejmenována na pevnost Černomořských kozáků. Černomořští kozáci přesídlili na Kubáň po připojení západního Kavkazu k carskému Rusku. Krasnodar byl přejmenován roku 1794 na název Jekatěrinodar (rusky Екатеринодар) – jako „dar Kateřiny Veliké“ černomořským Kozákům na Kubáni. Podle sčítání lidu v roce 1794 žilo v Jekatěrinodaru 586 lidí, stálo zde 9 kamenných domů, 75 dřevěných budov a 154 zemljanek. Od roku 1860 byl střediskem Kubáňské oblasti. Status města získalo v roce 1867. 
V 70. letech 19. století se město proměnilo ve významné obchodní, průmyslové a dopravní centrum Severního Kavkazu. Na počátku 20. století se ve městě objevily první továrny a začala se zde zpracovávat ropa. 

### Sovětské období
Po Říjnové bolševické revoluci byl střediskem procarských sil, právě o toto město probíhaly těžké boje. Město se stalo hlavním městem pro nový stát nazvaný Kubáňská lidová republika (1917–1920), která se v rámci federativního uspořádání přičlenila k nově vzniklé Ukrajině. Ještě v březnu 1920 tu drželi moc bělogvardějci, po jejich pádu a ustavení sovětské moci bylo přejmenováno na Krasnodar (česky „rudý dar“). 
Během Velké vlastenecké války, dne 9. srpna 1942, byl Krasnodar dobyt německými vojsky. Před ústupem sovětských vojsk byly tamní zásoby ropných produktů a rafinerie evakuovány do Grozného, co nešlo evakuovat bylo zničeno. Rafinerie byla zapálena, ropovody poničeny a vrty zality vyztuženým betonem, aby se německá vojska nedostala k ropě. Město bylo osvobozeno jednotkami Rudé armády 12. února 1943. Když německé jednotky z města ustupovaly, zapálily velkou část centra města. Po válce bylo město obnoveno a začala výstavba nových čtvrtí. 
Až v 2. polovině 20. století začal růst města do dnešní podoby.

### Po rozpadu SSSR
V noci z 25. na 26. května 2023 došlo ve městě k několika explozím, způsobenými pravděpodobně útokem ukrajinskými drony. Podle starosty byla poškozena jedna kancelářská a jedna bytová budova. V sobotu 20. července 2024 vypukl ve městě živelný protest obyvatel, který byl vyvolán výpadky dodávek elektřiny. Kolaps, který trval již čtyři dny, způsobila porucha na čtvrtém bloku Rostovské jaderné elektrárny.

## Obyvatelstvo
Obyvatelstvo činilo podle sčítání lidu v roce 1897 – 1 472 548 obyvatel v celé Kubáni, z toho byli majoritní Ukrajinci 915 450 a minoritní Rusové 498 102. Mezi menšiny se dále k Rusům řadily už jen menší uskupení, jako Arméni (21 023) a Němci (7255), Řeci (5747) ale i například Poláci (2611) a Židé (2000). Zajímavostí je, že zde žilo 212 lidí hlásící se k české a slovenské národnosti.
Ve městě samotném převládala ruská národnost (52 %), oproti tomu k ukrajinské se hlásilo 40 %, město dle sčítání v roce 1897 měl 65 606 obyvatel.
Krasnodar je jedním z mála ruských měst, jejichž obyvatelstvo se zvýšilo od rozpadu SSSR, zatímco celkově městské obyvatelstvo Ruska během postsovětského období klesalo. 
Krasnodarská aglomerace je jednou z mála miliontých v Rusku s nemilionářským městem. Jeho počet se odhaduje na 1,05 až (včetně příměstské oblasti) 1,34 milionu lidí. Charakteristickým rysem aglomerace je výhradně venkovský charakter příměstské oblasti, protože kolem Krasnodaru ve vzdálenosti 70–80 km nejsou žádná další města.

## Slavní rodáci
- Alexandr Tamanjan (1878–1936), arménský neoklasicistní architekt
- Gennadij Padalka (* 1958), sovětský vojenský letec, kosmonaut
- Anna Netrebko (* 1971), ruská operní pěvkyně, sopranistka
- Sergej Tivjakov (* 1973), rusko-nizozemský šachový velmistr
- Taťjana Černovová (* 1988), bývalý ruská atletka, sedmibojařka
- Alexandra Panovová (* 1989), ruská profesionální tenistka

## Mezinárodní vztahy

### Partnerská města
- Burgas, Bulharsko
- Ferrara, Itálie
- Charbin, Čína
- Jerevan, Arménie
- Karlsruhe, Německo
- Larnaka, Kypr
- Nancy, Francie
- Suchumi, Gruzie
- Tallahassee, Spojené státy americké
- Wels, Rakousko

### Zahraniční konzuláty
V Krasnodaru se nachází konzuláty následujících států:
- Itálie
- Kypr
- Kyrgyzstán
- Tádžikistán